# 정자량
정자량(鄭子良, 생몰년 미상)은 고려(高麗) 현종(顯宗) 때의 초기의 관리이다.
고려 현종 10년(1019년) 3월부터 여진족 해적인 도이(刀伊)가 고려 동해-남해 연안에 대한 침략을 일삼고, 4월경에는 일본까지 공격하여 쓰시마, 이키를 약탈하고 규슈까지 상륙하였다가, 다자이노곤노소치(大宰權帥) 후지와라노 다카이에(藤原隆家)가 거느린 현지 무사단의 분전으로 패하고 물러났다(도이의 입구). 동해 연안에서도 고려의 진명선병도부서(鎭溟船兵都部署)에 의해 도이 선박 8척이 나포되었다.
도이가 포로로 잡고 있던 일본인 포로들은 고려 수군에 의해 구출되었다. 고려 조정은 이들 일본인 포로 남녀 259명(《소우기》에는 100여 명, 《사케이키》에는 200여 명)을 김해부(金海府)에 안치하였다가 공역령(供驛令) 관직의 정자량을 시켜 귀국시켰다.
정자량은 쓰시마에 도착한 뒤 9월에 일본의 다자이후(大宰府)로 이동하였다. 다자이후에 머무르던 후지와라노 다카이에는 쓰시마로부터 정자량의 도일 소식을 전해듣고 9월 4일 교토 조정에 다자이후의 해장(보고서)와 함께 이를 알리는 편지를 보냈다. 편지는 9월 19일에 교토에 도착했다.
도이의 입구 당시 일본 조정은 일본 서부를 습격한 해적의 정체를 당초에는 고려 조정에 의한 침략 행위로 의심하였다. 다자이후의 해장과 정자량이 가지고 온 고려 조정 및 고려 안동부(安東府)의 첩장, 나아가 도이에 납치되었다가 돌아온 일본인 포로들의 진술을 통해 이들이 고려에서 '도이'라 불리는 여진국(女眞國) 해적들이며 고려 조정과는 관련이 없음을 알게 되었지만, 일본 조정은 헤이안 시대 말기부터 한구(韓寇)라 불리던 신라 해적들의 약탈 행위로 인해 한반도 국가에 대한 반감이 높아져 있었고, 일본인들에게 여진은 매우 낯선 존재였을 뿐 아니라 "도이(여진)가 고려에 조공을 바치는 이상 고려가 이 문제에 전혀 책임이 없다고는 할 수 없다"는 논리로 고려 조정에 대한 불신을 감추지 않았다. 정자량이 오고 2주일이 지난 9월 23일에 우다이진(右大臣) 후지와라노 긴스에(藤原公季)를 비롯한 일본의 관료들이 모여 행한 심의에서 정자량을 다자이후로 불러 식량과 물품을 지급하고 사정을 밝히도록 하자는 주장에 대해서 고려에 대한 경계심을 드러내며 "사신을 머무르게 하지 말고 바로 돌려보내야 한다"는 다이나곤(大納言) 미나모토노 도시카타(源俊賢)의 주장도 있었고, 이 날 심의에 참석하지 않았던 후지와라노 사네스케(藤原實資)도 자신의 일기 《소우기》(小右記)에서 굳이 사신을 불러 심문하지 말고 곧바로 식량을 주어 돌려보내야 한다는 의견을 드러내며 도시카타의 주장에 동조하였다.
이듬해 2월에 일본 조정은 정자량이 일본에 포로로 와있던 혹은 표류해온 고려 및 탐라 주민들을 데리고 귀국하는 것을 허락하였지만, 같은 해 4월 11일 정자량이 일본 조정에 귀국을 희망하고 있음을 다자이후가 보고한 것이나 8월 정자량이 귀국 전에 일본 조정으로부터 녹(祿)을 지급받았다는 기록으로 보아 정자량은 귀국이 허락된 2월에 바로 귀국하지 못하고 한참 뒤에야 돌아갈 수 있었던 것으로 보인다.

### 내용
1. ↑  공역령은 고려 시대 각 도(道)의 정역(程驛), 즉 노정(路程)과 역참(驛站)에 관한 업무를 관장하고 봉명사신을 위한 역마를 제공하기 위해 설치하였던 관청인 공역서(供驛署)의 관직으로, 종7품의 영(令) 2명, 종8품의 승(丞) 2명에 이속(吏屬)으로 사(史) 4명, 기관(記官) 2명, 막사(幕士) 40명이 존재하였다. 《고려사》에는 고려 문종 때에 공역서가 설치되었다고 하였으며[1], 조선 초기까지 온존하다가 태종 5년(1405년) 육조직계제의 시행과 함께 병조 소속의 승여사(乘輿司)에 그 기능을 이관하면서 혁파된 것으로 추측된다.[2]

## 같이 보기
- 도이의 입구